# 樱井纯
櫻井純（英語：Jun John Sakurai，1933年1月31日—1982年11月1日）是一名日裔美籍理論粒子物理學家，著有多本量子力學研究生教材。其中，《Modern Quantum Mechanics》更成為量子力學課程的經典研究生教材。

## 生平
櫻井純於1933年出生於日本東京，於1955年自哈佛大學取得學士學位，並於1958年自康乃爾大學取得博士學位。於芝加哥大學擔任助理教授後，自1970年起在加州大學洛杉磯分校擔任教授。於1982年，在瑞士日內瓦歐洲核子研究組織擔任訪問教授時逝世，當時其著作《Modern Quantum Mechanics》尚未完成，其後由夏威夷大學的段三复（San Fu Tuan）教授續編完成。

## 著作
- 《Invariance Principles and Elementary Particles》, (Princeton University Press, 1964) .
- 《Advanced Quantum Mechanics》, (Addison Wesley, 1967).
- 《Modern Quantum Mechanics》, (Addison Wesley, 1985).